# Dieter Frenzel
Dieter Frenzel (* 29. Juni 1955 in Roßlau) ist ein ehemaliger deutscher Eishockeyspieler, der als Verteidiger aktiv war. Mit dem SC Dynamo Berlin, für den er von 1972 bis 1989 spielte, wurde er zwölf Mal DDR-Meister. Darüber hinaus absolvierte er 296 Länderspiele für die DDR-Nationalmannschaft. Er war in der Spielzeit 2001/02 kurzzeitig Cheftrainer der Hannover Scorpions in der Deutschen Eishockey Liga und ist Mitglied der Hall of Fame des Eishockeymuseums in Augsburg.

## Sportliche Laufbahn
Dieter Frenzel spielte von 1972 bis 1989 beim SC Dynamo Berlin, den heutigen „Eisbären Berlin“, in der Eishockey-Oberliga, der nationalen Meisterschaft der Deutschen Demokratischen Republik (DDR). Während dieser Zeit gewann er mit dem Verein zwölf DDR-Meistertitel. In den Annalen des Vereins hält er mit 62 Toren in 141 Spielen bis in die Gegenwart den Rekord für die meisten Tore eines Verteidigers. Seine Trikotnummer „5“ hängt seit Dezember 2004 als Banner im Stadion der Eisbären Berlin.
Im Jahr 1989 wechselte er als erster Eishockey-Spieler aus der DDR offiziell zu einem bundesdeutschen Verein. Von 1989 bis 1993 spielte er beim EC Ratingen in der 2. Eishockey-Bundesliga beziehungsweise in der Saison 1992/1993 in der Eishockey-Bundesliga. In den Spielzeiten 1993/1994 und 1994/1995 war er für den EC Wilhelmshaven-Stickhausen in der dritten beziehungsweise zweiten Spielklasse aktiv; in der Saison 1995/1996 spielte er beim EC Nordhorn.
Von 1996 bis 1998 war Frenzel Cheftrainer beim EC in Hannover in der zweitklassigen 1. Liga Nord, ab dem Jahr 2000 trainierte er die Crocodiles Hamburg. In der Saison 2001/2002 war er Cheftrainer bei den Hannover Scorpions in der Deutschen Eishockey Liga.

### International
Für die Eishockeynationalmannschaft der DDR, in der er zehn Jahre lang als Mannschaftskapitän fungierte, absolvierte er insgesamt 296 Länderspiele. Er nahm an 13 Eishockey-Weltmeisterschaften teil und ist einer von fünf Spielern mit 250 oder mehr Spielen in der DDR-Nationalmannschaft, nur Dietmar Peters erreichte mehr Einsätze. Bei den B-Weltmeisterschaften 1979 in Galaţi und 1982 in Klagenfurt wurde Dieter Frenzel in das All-Star-Team berufen. Seine beste Platzierung im internationalen Bereich war der sechste Platz bei der A-Weltmeisterschaft 1983.

## Erfolge und Auszeichnungen
| - 1976 DDR-Meister mit dem SC Dynamo Berlin - 1977 DDR-Meister mit dem SC Dynamo Berlin - 1978 DDR-Meister mit dem SC Dynamo Berlin - 1979 DDR-Meister mit dem SC Dynamo Berlin - 1980 DDR-Meister mit dem SC Dynamo Berlin - 1982 DDR-Meister mit dem SC Dynamo Berlin | - 1983 DDR-Meister mit dem SC Dynamo Berlin - 1984 DDR-Meister mit dem SC Dynamo Berlin - 1985 DDR-Meister mit dem SC Dynamo Berlin - 1986 DDR-Meister mit dem SC Dynamo Berlin - 1987 DDR-Meister mit dem SC Dynamo Berlin - 1988 DDR-Meister mit dem SC Dynamo Berlin |

### International
- 1976 Auszeichnung als bester Verteidiger im internationalen Turnier Sowetski-Sport-Pokal
- 1979 All-Star Team der B-Weltmeisterschaft
- 1982 All-Star Team der B-Weltmeisterschaft

## Nach dem Sport
Heute lebt Dieter Frenzel in Dresden, wo er mit seiner Frau ein Schuhgeschäft in der Altmarkt-Galerie betreibt.